# Stortingsvalget 2021
Stortingsvalget 2021 var et parlamentsvalg i Norge, som blev afholdt d. 13. september 2021. Alle 169 mandater i det norske parlament, Stortinget, var til valg.
Sent om aftenen d. 13. september, erkendte siddende statsminister fra Høyre Erna Solberg nederlaget. Hendes parti fik næstflest mandater til Stortinget. Jonas Gahr Støres Arbeiderpartiet genvandt sin poition som Norges største parti på trods af n mindre nedgang i andelen af stemmer. Efter valget blev Jonas Gahr Støre statsminister ved at forme en mindretalsregering med Senterpartiet, efter mislyggede forhandlinger med Sosialistisk Venstreparti og Senterpartiet.